# 岡山市立市民文化ホール
1. ホワイエ
2. ホール内観（ステージ側）
3. ホール内観（客席側） 等

岡山市立市民文化ホール（おかやましりつしみんぶんかホール）は、岡山県岡山市中区にあったホール。1976年（昭和51年）に開館。岡山市福祉文化会館に併設していた。
岡山芸術創造劇場の開館により岡山市民会館とともに2023年度末で閉館。その後、同会館とともに解体されることになっている。

## 施設

### 構造
- 鉄筋コンクリート造（地上5階、地下1階）[1]
- 敷地面積 3,569m2
- 建築面積 1,172m2

### 設備
- ホール　
  - 定員802人
  - 間口16m、奥行12m、高さ8.5m、458m2
- 楽屋(5室)
- リハーサル室兼ギャラリー（165m2）

## アクセス
- 岡山電気軌道東山本線小橋停留場下車、徒歩1分
- 駐車場はないため、自動車の場合は岡山市福祉文化会館の市営有料駐車場を利用する。